# Brabanthallen 's-Hertogenbosch
De Brabanthallen 's-Hertogenbosch is een evenementencomplex in de Nederlandse stad 's-Hertogenbosch. Er worden jaarlijks diverse beurzen, congressen, concerten en andere grootschalige bijeenkomsten gehouden. De accommodatie wordt beheerd door Libéma. Het is het op twee na grootste evenementencomplex van Nederland; alleen RAI Amsterdam en de Jaarbeurs in Utrecht zijn groter.

## Geschiedenis
In 1929 werd besloten tot de bouw van een overdekt complex voor de wekelijkse vee- en paardenmarkt. Het complex werd op 20 mei 1931 officieel in gebruik gesteld en ontworpen door P.H. van Kessel van de dienst Gemeentewerken. De voorbouw is opgetrokken in een stijl van de Amsterdamse School en het Traditionalisme. De Bossche veemarkt groeide uit tot de grootste van Nederland. De steeds veranderende omstandigheden hebben na de oorlog enkele aanpassingen tot gevolg gehad maar vanwege het gevaar van onder meer epidemieën hield de Bossche veemarkt op te bestaan.  Het oude gedeelte, gelegen aan de Oude Engelenseweg, is een rijksmonument en kwam beschikbaar voor andere doeleinde. De naam "1931" is een verwijzing naar het bouwjaar.
In 2004 werd het complex vernieuwd. Na deze vernieuwing bedroeg de oppervlakte 44.000 m2. In 2017 kwam er een uitbreiding tot stand waardoor de totale oppervlakte werd verhoogd naar 55.000 m2.

## MAINSTAGE
Onderdeel van de Brabanthallen is theater- en concertzaal MAINSTAGE.

## Gebruik
Het beurscomplex wordt onder andere gebruikt voor beurzen, automarkten, feesten, concerten en sportevenementen zoals de Indoor Brabant. In 1996 is de Ronde van Frankrijk hier van start gegaan. Sinds 2006 vindt er jaarlijks het hardcore-evenement Masters of Hardcore plaats. Ook vindt hier elke laatste vrijdag en zaterdag van juni de door Qmusic georganiseerde Foute Party plaats.

### Beurzen
Beurzen die in de Brabanthallen worden gehouden zijn: 
- Tuinidee
- Art & Antiques Fair 's-Hertogenbosch
- Boekenfestijn
- Bouwbeurs Zuid
- Agrovak
- Vakbeurs Facilitair & Gebouw
- Vakbeurs LED + Elektro
- Pasar Malam Istimewa XL